# Хлібна база № 86
Хлібна база № 86 є дочірнім підприємством ДАК «Хліб України».

## З історії
Історична канва розвитку підприємства «Хлібна база № 86» веде читача у довоєнний час, коли база функціонувала під індексом — «Поштовий ящик № 10». Тоді підприємство було підпорядковане Київському територіальному управлінню державних продовольчих матеріальних резервів СРСР. Керував базою А. А. Лазаревич.
У 1960 році згідно з наказом Міністерства хлібопродуктів УРСР «Поштовий ящик № 10» було перейменовано на «Хлібну базу № 86», у тодішній структурі підприємства рахувалося два матеріальні склади і один склад державного резерву, де зберігались цукор-рафінад, консерви, ковбаса, зерно, сувої тканин.
З 1962 року підприємство очолив Макар Леонтійович Манзюк.
У 1963–1964 роках став до ладу кукурудзокалібрувальний цех потужністю 2,5 тисяч тонн за сезон, запрацювала камерна сушарка СКП-6, молотильно-очисна башта і 5 зерноскладів.
У грудні 1966 року «Хлібну базу № 86» об'єднали з Христинівською реалбазою (нині дільниця № 2), яка займалася заготівлею зерна в державні ресурси, і забезпечувала Монастирищенський та Христинівський райони борошном та крупами.
З 1967 до 1984 року підприємство очолював Борис Федорович Завальнюк, під керівництвом якого було збудовано три зерносклади потокової лінії, обладнані пристроями для активного вентилювання, здійснено інші упорядкувальні роботи.
У 1970–1976 роках у структурі підприємства з'явився комбікормовий завод потужністю 500 тонн на добу. Через рік комбікормовий завод був виведений зі сфери управління бази, і відокремлений у самостійне підприємство «Христинівський комбікормовий завод».
У 1984–1999 роки підприємство ДП ДАК «Хліб України» «Хлібна база № 86» очолювала Черненко Лариса Петрівна. Саме в цей період відбулося суттєве технічне переоснащення цього підприємства: збудовано камерну зерносушарку СКП-6, стаціонарні точки розвантаження великовагових автомашин, здійснена реконструкція залізничної колії підприємства протяжністю 3, 2 км, з'явилася залізнична вагова та депо для тепловоза, проведена реконструкція пожежного депо, придбаний тепловоз ЧМЕ-2, зведено зерносушарку ДСП-32 на дільниці № 2, завершено реконструкцію кукурудзокалібрувального заводу та ін.
У роки керівництва Лариси Петрівни Черненко  Хлібною базою на підприємстві було створене підсобне господарство, тваринницька та рослинницька продукція з якого реалізується, не лише для задоволення продовольчих потреб працівників трудового колективу, а й була важливим джерелом поповнення асортименту м'яса та овочів на місцевому ринку. Було збудовано свиноферму на 100 голів свиней, маточник на 10 голів свиноматок з поросятами. Матеріальний склад було перебудовано під корівник для утримання 50 голів великої рогатої худоби. Лариса Петрівна була та і залишається в пам‘яті колег чудовим керівником, яка відродила підприємство, «вдихнула» в нього життя та врятувала у період занепаду. Вона, як чудовий керівник, змогла побачити перспективу для розвитку підприємства, а також розширити кількість робочих місць, налагодити цілком нову систему діяльності. Тому цю жінку досі згадують, як приклад для наслідування функціонування господарства у надзвичайно важкі часи. 
До 1998 року підприємство забезпечувало заготівлю зерна у державні ресурси згідно з держзамовленням. У цей період підприємство приймало на зберігання до 40-50 тис. тонн зерна.
З 1998 року держава припинила закупівлю зерна у державні ресурси у за попереднім замовленням і авансуванням цих поставок від сільськогосподарських товаровиробників. Не маючи передбачуваного держзамовлення, змінилися й функції підприємства, яке у нових економічних умовах змушене й відповідним чином організовувати свою роботу (пошук клієнтів на поставку зерна, зменшення тарифів на послуги з приймання, сушіння, очищення, зберігання та його відвантаження, калібрування насіння кукурудзи тощо). Адже сільськогосподарські товаровиробники везуть зерно куди їм вигідніше, де — краща якість послуг, де — прийнятніші розцінки, де — краще обслуговування, де — випробуване надійністю партнерство.
Достойним продовжувачем усталених традицій і щодо розвитку основного виробництва, і щодо збільшення обсягів сільгосппродукції у підсобному господарстві ДАК «Хліб України».  Микола Архипович, очоливши колектив, задіяв ресурсний потенціал сусіднього колишнього колективного господарства для вирощування сільськогосподарської продукції та утримання неабиякого, проте і меншого, поголів'я корів,свиней та овець. 
За період з 1999 року, маючи на меті піднесення конкурентноздатності продукції, а відтак й іміджу підприємства, було проведено низку заходів з його модернізації:

## Сучасні дні
- у 2000 році завершено газифікацію підприємства;
- реконструйовано 25-тонні автомобільні ваги з заміною на 60-тонні (з продовженням платформи на 2 м). Нині дані щодо кожної партії продукції з комп'ютеризованих ваг миттєво поступають в бухгалтерію та лабораторію;
- збудовано точку для приймання насіння ріпаку та льону;
- здійснено монтаж зерносушарки ДСП-32;
- переобладнано склади готової продукції під зернову місткість;
- здійснено реконструкцію зерносушарок ДСП-32 та ДСП-32-2 за методом професора Одеської академії харчових технологій В.І Алейникова (сушіння зерна в потоці, у режимі рециркуляції);
- збудовано нове приміщення лабораторії, розширено побутові приміщення та здійснено їх капітальний ремонт;
- проведено реконструкцію кукурудзо-калібрувального заводу з урахуванням новітніх світових методик забезпечення підготовки насіння кукурудзи.

Зерно та насіння олійних культур до ДП ДАК «Хліб України» «Хлібна база № 86» надходить від сільськогосподарських товаровиробників Христинівського, Монастирищенського районів Черкаської області та Теплицького і Гайсинського районів Вінницької області. Підприємство має хоч і амбітні, проте цілком реальні плани з розширення кола суб'єктів співробітництва та зміцнення своїх позицій на зерновому ринку.
Такі масштабні завдання зобов'язують управлінський персонал створювати найоптимальніші умови роботи для спеціалістів та працівників підприємства, забезпечувати сприятливі умови відпочинку, запроваджувати різні форми заохочення, у тому числі: щомісячні виплати заробітної плати без затримки; комплексні обіди в їдальні підприємства за символічну ціну; оздоровлення працівників підприємства на базі відпочинку на березі Чорного моря влітку; щорічні виплати тринадцятої заробітної плати; преміювання до свят; преміювання за виробничі показники; корпоративні свята (Новий рік, дні народження, ювілеї); матеріальна допомога до ювілейних дат та інше.
Завдячуючи високій заробітній гідним умовам праці та пристойній її оплаті, працювати на підприємстві ДП ДАК «Хліб України» «Хлібна база № 86» вважається престижно, тож і рейтинг цього підприємства у регіоні невпинно зростає.